# Герб Мінська
Герб «Успіння Діви Марії»  (біл. тарашк. Герб Менску, біл. Герб Мінска) — один із символів Мінська, поряд з міським прапором та гімном. Герб місту надав у своєму привілеї від 12 січня 1591 році король Польщі і великий князь Литовський Сигізмунд III Ваза.

## Історія
Ще в першому привілеї на Магдебурзьке право Мінську, надане королем і великим князем Олександром 14 березня 1499 році, обумовлювалося, що містяни «на местцу годном мають справити ратуш… на ратушу, мают мети бочку мерную и медницу з знаменем местским». Надалі привілеї короля і великого князя Сигізмунда ІІ Августа також згадується «знаменье местское», однак його вигляд досі точно не відомий.

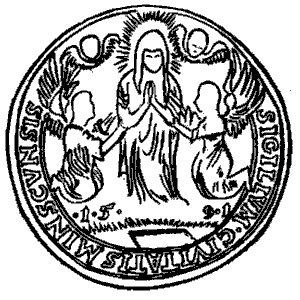
Печатка із зображенням міського герба (1591)

12 січня 1591 році вийшов черговий великокнязівський привілей, у першій частині якого пояснювалися причини його надання. У ньому говориться, що міщани «місто … меньского„мали з давніх часів“герб на Друк местскую„, який був у першому привілеї, в якому“герб местскій описаних і вималеван був», згорів під час пожежі в мінському замку, у зв'язку з цим містяни «неведомою Своїй, і до того часу до уживанья владного герба прийті НЕ могутні, уніжоне просили нас, гдря(господаря), абихмо їм, об'ясняючи і д. уживанья пріводечі герб на Їх Друк местскую нада …». Далі йшов переказ змісту попередніх привілеїв і тільки в кінці говорилося: «Ку тому, показуючи им в том ласку нашу гдрскую, ку оздобе и учтивому захованью того места нашего Меньского надаем им на герб до печати местское на ратуш фикгуру внебовзятья панны Марыи, и в сем листе нашом вымолевати есьмо тую фикгуру велели… которое вжо они за герб в печати местской вечне ужывати… мают».
Міська влада Мінська за період з XVI по XVIII ст. користувалася не менш ніж п'ятьма різними печатками, на чотирьох з яких використовувався міський герб. Стиль і пояснення образу міського герба, також його мову і зміст легенди на печатках залежали від загальнополітичних чинників того чи іншого періоду, при цьому сама ідея герба і його зміст залишалися без змін.
5 вересня 1991 році мінські власті підтвердили історичний герб міста.
Герб відновлений як офіційний міський символ рішенням Мінської міської Ради народних депутатів № 160 від 27 березня 2001 «Про затвердження положення про герб міста Мінська і положення про прапор міста Мінська».

## Офіційний опис
|  | Гербом міста Мінська є бароковий щит, в блакитному полі якого зображення Божої Матері на срібній хмарині в червоно-синьому вбранні, два янголи і два херувима. |

## Цікаві факти

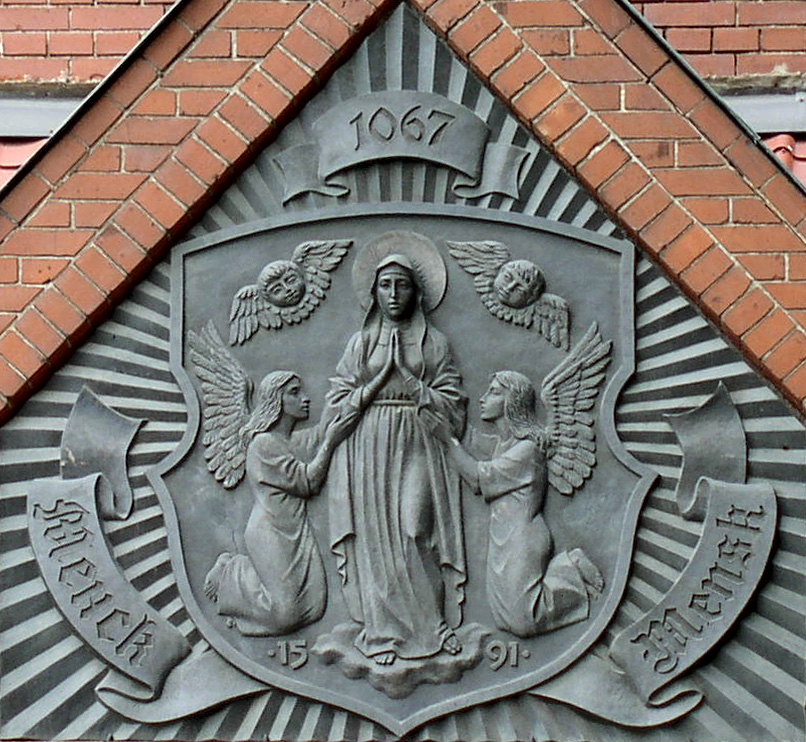
Герб Мінська на фасаді Червоного костьолу

- Можливо, в основу герба було покладено чудотворну ікону Матері Божої Мінської, яка з'явилася на берегах Свіслочі 13-26 серпня 1500 року. Відомо, що вона була поміщена в замковій церкві Різдва Богородиці і стала покровителем Мінська та його жителів.[3]
- Мінський герб — дуже популярний образ, особливо в римо-католицькому світі (15 серпня католики відзначають Внебовзяття Пресвятої Діви Марії[4]) культу Божої Матері. В епоху Контрреформації цей сюжет став одним з найулюбленіших в католицькій іконографії.[5]
- Виконання мінського герба різнилося залежно від епохи. Перший варіанті (1591) був намальований в традиціях православного іконопису Богородиці. Пізніший герб (1697) набув барокових форм католицької школи живопису[6]. У 1730-ті роки знову використовували іконописний, а з 1770 року — бароковий стилі.
- Засідання за твердженням герба Мінська, що сталося 27 березня 2001 році, не обійшлося без палких суперечок:

|  | Головним і, ймовірно, єдиним яблуком розбрату був стиль Діви Марії - православний чи католицький, що відображалося в позиції рук, зору ... |

І правда, на різних печатках мінського магістрату руки Діви Марії то зведені, то розімкнені. На гербі, який був нарешті прийнятий в 2001 році, руки у Богородиці розведені — згідно з православним варіантом. А ось на фасаді Червоного костьолу Богородиця склала руки «човником» — у католицький спосіб.